# Petőfiszállás
Petőfiszállás je obec v Maďarsku v župě Bács-Kiskun v okrese Kiskunfélegyháza. K 1. lednu 2018 zde žilo 1 399 obyvatel.

## Geografie
Obec je vzdálena asi 10 km severně od okresního města Kiskunfélegyháza. Od města s župním právem, Kecskemétu, se nachází asi 35 km jihovýchodně.

## Doprava
Do obce se lze dostat dálnicí M5. Dále jí prochází důležitá železniční trať Cegléd–Kiskunfélegyháza–Segedín, na které se nachází stanice Petőfiszállás. Severozápadní hranicí katastru obce prochází železniční trať Kiskunhalas–Kiskunfélegyháza, na jehož území leží stanice Galambos.